# Alexandra Boulat
Alexandra Boulat (Parijs, 2 mei 1962 - aldaar, 5 oktober 2007) was een Frans fotografe. Ze werd internationaal bekend door de talloze foto's die ze maakte in oorlogsgebieden. 

## Biografie
Boulat kreeg het fotograferen met de paplepel ingegoten. Haar vader Pierre Boulat was ook fotograaf, evenals haar moeder Annie. De moeder van Alexandra was de grondlegger van het fotoagentschap Cosmos. 
Alexandra studeerde grafische kunst en kunstgeschiedenis, maar bleef altijd een passie behouden voor de fotografie. Na haar studies besloot ze zich geheel op de fotografie te concentreren. 
In de jaren 90 was Boulat werkzaam voor het fotoagentschap SIPA in Joegoslavië, alwaar ze de oorlog vastlegde en de slachtoffers een gezicht gaf. De foto's van Boulat lieten de schokkende werkelijkheid van het leven in een oorlog zien, maar toonden ook het menselijke en individuele van een ieder die met de oorlog te maken heeft. Haar foto's bleven daarom ook niet onopgemerkt. In 1998 won Boulat op het fotofestival in Perpignan de prestigieuze Visa d'Or. Later dat jaar werd ze door USA Photo Magazine verkozen tot beste vrouwelijke fotograaf van dat jaar. 
In september 2001 richtte Boulat haar eigen fotoagentschap op: VII Photo. Hoewel het vastleggen van oorlogen en conflictsituaties haar specialisme was geworden begon ze zich ook te interesseren voor andere soorten van fotografie. Zo legde ze in 2003 een modeshow van Yves Saint Laurent vast. 
Met haar eigen fotoagentschap was ze werkzaam in oorlogsgebieden, zoals Afghanistan en Irak. Vanaf 2005 vestigde ze zich permanent in Israël. Ze legde voornamelijk de toestand in de bezette gebieden vast en verbleef lange tijd in Ramallah. De foto's die ze daar maakte werden bekroond met een Benveto Oscar, een Italiaanse fotoprijs, waarbij ze tevens werd verkozen tot beste vrouwelijke fotograaf. 
De foto's van Boulat zijn in de loop der jaren verschenen in diverse toonaangevende tijdschriften. Ze werkte in opdracht van Time Magazine, Newsweek, National Geographic en Paris Match. Ook kreeg Boulat een prijs in de World Press Photo - competitie. 
Op 22 juni 2007 kreeg Boulat, terwijl ze aan het werk was in de Gazastrook, een hersenbloeding. Ze werd overgebracht naar het Hadassah Medical Centre in Jeruzalem, waar ze kunstmatig in slaap werd gehouden. Om haar herstel te bespoedigen werd Boulat overgevlogen naar Parijs waar betere medische voorzieningen waren. Boulat is niet meer uit
haar kunstmatige slaap gekomen en overleed ruim drie maanden na haar hersenbloeding in een ziekenhuis in Parijs op 45-jarige leeftijd.
- Bibliothèque nationale de France: cb14412064b (data)
- Gemeinsame Normdatei: 130837091
- International Standard Name Identifier: 0000 0001 1493 1277
- Library of Congress Control Number: n2005007997
- Nationale Bibliotheek van Tsjechië: xx0142273
- PIC: 277586
- RKD-Nederlands Instituut voor Kunstgeschiedenis: 361544
- SNAC: w6sb550c
- Système universitaire de documentation: 060749431
- Virtual International Authority File: 69144642
- WorldCat: E39PBJdGQCXwVJk3TcdV46txjC